# Colpotrochia concinna
Colpotrochia concinna är en stekelart som först beskrevs av Cresson 1868.  Colpotrochia concinna ingår i släktet Colpotrochia och familjen brokparasitsteklar. Inga underarter finns listade i Catalogue of Life.